# Datis
Datis (pers. Dâtish) war ein medischer Feldherr im 5. Jahrhundert v. Chr.
Der persische Großkönig Dareios I. beauftragte ihn mit einer Strafexpedition gegen diejenigen griechischen Poleis des Mutterlandes, die den Ionischen Aufstand gegen die persische Herrschaft an der Westküste Kleinasiens unterstützt hatten. Datis führte ein kleineres Expeditionskorps, das wohl nicht mehr als einige tausend Mann umfasst haben wird. Auf der Fahrt durch die Ägäis unterwarf er Rhodos und Naxos und besuchte das Apollonheiligtum von Delos – diese Episode zeigt, dass die Perser ihren Feldzug auch propagandistisch zu begleiten versuchten. Ziel des Feldzuges waren jedoch Eretria und Athen. In Eretria soll nach einem relativ späten Bericht Platons das persische Heer systematisch mit Menschenketten die gesamte Landschaft auf der Menschenjagd durchkämmt haben und die gesamte Bevölkerung in die Sklaverei verkauft haben. Die historische Zuverlässigkeit dieses Berichtes ist jedoch umstritten, da Quellen des fünften Jahrhunderts v. Chr. darüber nichts berichten.
Danach landete das persische Expeditionskorps in Attika. Der vertriebene athenische Tyrann Hippias, der den persischen Feldzug begleitete und der in Athen restituiert werden sollte, riet Datis zu einer Landung in Marathon, weil er sich dort Zuzug von alten Anhängern der Tyrannis in Athen erhoffte. Nach mehreren Tagen kam es zur Schlacht von Marathon, die von den Persern verloren wurde. Damit war die Expedition des Datis gescheitert, hatte aber dennoch die persische Herrschaft über die Kykladen ausgedehnt. Spätere Berichte, die sich bei Diodor finden, denen zufolge Datis den Athenern ein Bündnis angeboten haben soll – unter Verweis auf eine gemeinsame mythische Abstammung –, sind historisch nicht glaubwürdig. Sie stellen womöglich eine Projektion späterer Ereignisse vor der Schlacht von Plataiai dar, als der persische Oberkommandierende Mardonios die Athener tatsächlich zum Überlaufen bewegen wollte. Über das weitere Schicksal des Datis ist nichts bekannt. Spätere griechische Quellen, die vom Tod des Datis in der Schlacht von Marathon wissen wollen, verdienen wahrscheinlich keinen Glauben.
Sprichwörtlich war – vor allem in den Komödien des Aristophanes – in Athen später der Ausdruck „Lied des Datis“. Damit war ein radebrechendes Griechisch gemeint. Es geht vermutlich darauf zurück, dass Datis sich bei seinem Feldzug darum bemühte, die Griechen – etwa auf Delos – auch in ihrer eigenen Sprache anzusprechen.